# Artazu
Artazu est une municipalité de la communauté forale de Navarre, dans le Nord de l'Espagne.
Elle est située dans la zone linguistique mixte de la province. Elle fait partie de la mérindade d'Estella, à 4 km de Puente la Reina-Gares et à 29 km de sa capitale, Pampelune. Le secrétaire de mairie est aussi celui de Cirauqui, Guirguillano, Mañeru.

## Démographie
| Évolution démographique                                | Évolution démographique | Évolution démographique | Évolution démographique | Évolution démographique | Évolution démographique | Évolution démographique | Évolution démographique | Évolution démographique | Évolution démographique | Évolution démographique |
| 1996                                                   | 1998                    | 1999                    | 2000                    | 2001                    | 2002                    | 2003                    | 2004                    | 2005                    | 2006                    | 2007                    |
| ------------------------------------------------------ | ----------------------- | ----------------------- | ----------------------- | ----------------------- | ----------------------- | ----------------------- | ----------------------- | ----------------------- | ----------------------- | ----------------------- |
| 86                                                     | 84                      | 80                      | 79                      | 77                      | 106                     | 107                     | 103                     | 108                     | 106                     | 120                     |
| Sources: Artazu et instituto de estadística de navarra |                         |                         |                         |                         |                         |                         |                         |                         |                         |                         |

### Sources
- (es) Cet article est partiellement ou en totalité issu de l’article de Wikipédia en espagnol intitulé « Artazu » (voir la liste des auteurs).